# خانواده گریسی
خانواده گریسی (انگلیسی: Gracie family) خانواده برزیلی سرشناس در هنرهای رزمی است، که در شهر ریو دو ژانیرو مستقر می‌باشند. این خانواده به دلیل ایجاد سیستم‌های دفاع شخصی در هنرهای رزمی که جوجیتسو برزیلی نام دارد، شناخته شده است.
خانواده گریسی خانواده‌ای از رزمی‌کاران است که اصالتاً اهل بلم، ایالت پارا، برزیل هستند و اجدادشان اهل پیزلی، اسکاتلند بوده‌اند. آنها به خاطر ترویج سیستم هنرهای رزمی دفاع شخصی گریسی جیو-جیتسو، که معمولاً با نام جیو-جیتسوی برزیلی شناخته می‌شود، شناخته می‌شوند. این سیستم از کانو جیو-جیتسو (جودو) گرفته شده است که توسط جودوکار حرفه‌ای میتسویو مائدا به برزیل آورده شد.
آنها بیش از ۸۰ سال است که در مسابقات ورزشی رزمی موفق بوده‌اند و سیستم دفاع شخصی خود (گریسی جیو-جیتسو) از جمله هنرهای رزمی ترکیبی (ام‌ام‌ای)، واله تودو و کشتی تسلیمی را به نمایش می‌گذارند. چندین عضو به همراه آرت دیوی، برگزارکننده، در ایجاد سازمان یواف‌سی نقش داشتند.
خانواده گریسی به عنوان یک خانواده، «چالش گریسی» را برگزار کردند، یک چالش هنرهای رزمی که هدف آن نشان دادن اثربخشی سبک گلاویزی آنها در برابر سایر رشته‌های هنرهای رزمی بود. اعضا با خانواده ماچادو خویشاوندی و نسبت خونی دارند.